# ミツワデラックスクイズ ショー・ダウン
『ミツワデラックスクイズ ショー・ダウン』は、1964年4月4日から同年10月24日までTBS系列局で放送されていたTBS製作のクイズ番組である。ミツワ石鹸（現・P&G）の一社提供。

## 概要
毎回3人の出場者たちがさまざまなクイズに挑戦していた番組。キャッチフレーズは「運とカンと勝負度胸で夢のある豪華賞品を！」で、優勝者にはイタリア旅行や自動車などをプレゼントしていた。司会は人見きよしが務めていた。
出場者たちは出された問題に対していくつ解答できるのかを自主公表していき、その数の多い者が解答権を得られるというルールで行われていた。クイズの内容は、メドレーに使われている曲のタイトルを当てるクイズ、有名人の顔の一部を集めたモンタージュ写真から人名を当てるクイズ、架空・歴史上の人物の扮装の間違いを指摘するクイズなど。

## 放送時間
TBSほかでは毎週土曜 19:30 - 20:00 （日本標準時）に放送されていたが、同時間帯に自社製作ドラマ『部長刑事』を放送していた朝日放送では3日遅れでの毎週火曜 19:30 - 20:00 （日本標準時）にミツワ石鹸の一社提供によるスポンサードネットで放送されていた。